# Jamides tissama
Jamides tissama är en fjärilsart som beskrevs av Hans Fruhstorfer 1921. Jamides tissama ingår i släktet Jamides och familjen juvelvingar. Inga underarter finns listade i Catalogue of Life.